# Carex dolomitica
Carex dolomitica là một loài thực vật có hoa trong họ Cói. Loài này được Heenan & de Lange mô tả khoa học đầu tiên năm 1997.